# Холодный дом (телесериал, 2005)
«Холодный дом» (англ. Bleak House) — британский драматический телевизионный сериал BBC , экранизация одноименного романа Чарльза Диккенса, который публиковался в течение 20 месяцев. Сериал транслировался на BBC One с 27 октября по 16 декабря 2005 года и получил одобрение критиков и публики. Бюджет сериала составил около 8 миллионов фунтов стерлингов. Автором сценария выступил Эндрю Дэвис, а режиссерами — Джастин Чедвик и Сюзанна Уайт.

## Сюжет
Троих юных сирот — Эстер, Ричарда и Аду — отправляют жить в Холодный дом, где они получают дружелюбный прием от своего богатого опекуна Джона Джарндиса. Но все не так, как кажется в Холодном доме, и ничто, кроме невезения, не преследует тех, кто остается там.

## Адаптация
Адаптация рассчитанная на восемь часов охватывает большинство персонажей и сюжетные линии романа. Несколько второстепенных персонажей романа были исключены из сюжета сериала. Персонаж Клэма, клерка адвоката Талкингхорна, был создан сценаристом с целью демонстрации мотивов и поступков Талкингхорна без обращения к рассказчику.
Большинство сюжетных линий изображены по существу так же, как и в романе, но несколько сокращены. Исключения из этого правила в значительной степени являются следствием вышеупомянутого исключения второстепенных персонажей. Развитие сюжета, связанное с хранением писем леди Дедлок, в которых участвуют Тони Джоблинг и Смоллвид-младший в романе, значительно изменилось, как и сцена примирения между Джорджем и его матерью, которое осуществляется миссис Дж. Багнет в книге.

## Производство
Производством сериала занималась компания BBC при финансировании совместного производства с американской вещательной компанией PBS WGBH .
В США сериал транслировался на канале PBS в Masterpiece Theater, где эпизоды были сжаты и слегка отредактированы в шесть частей. Первый и последний эпизоды длились два часа, а четыре средних эпизода — по часу.
Некоторые другие зарубежные телекомпании, такие как австралийская ABC, купили сериал в формате восьми частей, продолжительностью в час.
Сериал примечателен тем, что является одним из первых британских драматических сериалов, снятых в формате высокой чёткости, который требует, чтобы грим и декорации были намного более детализированными, чем раньше.
Съёмки прошли в Хартфордшире, Бедфордшире и Кенте с февраля 2005 года по июль 2005 года. Экстерьером загородного дома Дедлока «Чесни Уолд» послужил Кобэм-Холл в графстве Кент, как и внешний вид офиса мистера Талкингхорна. Внешний вид «Холодного дома» был снят в Ингатестоун-Холл в Эссексе. Другие дома и сады, используемые для съёмок включают Balls Park в Хартфордшире, Bromham Hall в Бромхэме, Бедфордшире и Luton Hoo в Бедфордшире.

## В ролях
- Джиллиан Андерсон — леди Гонория Дедлок
- Тимоти Уэст — сэр Лестер Дедлок
- Чарльз Дэнс — мистер Талкингхорн, адвокат сэра Лестера.
- Денис Лоусон — Джон Джарндис, человек со средствами
- Патрик Кеннеди — Ричард Карстон, подопечный мистера Джарндиса
- Кэри Маллиган — Ада Клэр, подопечная мистера Джарндиса
- Анна Максвелл Мартин — Эстер Саммерсон, экономка мистера Джарндиса
- Ричард Харрингтон — Аллан Вудкорт, молодой врач
- Инспектор Ботчер — миссис Вудкорт, мать Аллана
- Лиза Хэммонд — Харриет, служанка мистера Джарндиса
- Джон Линч — Немо (капитан Джеймс Хоудон)
- Полин Коллинз — мисс Флайт, добрая женщина
- Том Джорджсон — Кламб, клерк мистера Талкингхорна
- Алан Армстронг — инспектор Бакет, полицейский детектив
- Шон Макгинли — Снэгсби, владелец юридической фирмы
- Берн Горман — Уильям Гуппи, честолюбивый клерк в юридической фирме мистера Кенджа
- Шейла Хэнкок — миссис Гаппи, его мать
- Гарри Иден — Джо, уличный мальчишка
- Чарли Брукс — Дженни, сестра Джо
- Хьюго Спир — сержант Джордж, друг Хоудона по военной службе.
- Майкл Смайли — Фил Сквод, служащий сержанта
- Кэти Анжелу — Чарли Неккетт, осиротевшая девочка, горничная Эстер
- Энн Рид — Миссис Раунсуэлл, экономка леди Дедлок
- Тим Дантай — мистер Раунсуэлл, ее сын, чей собственный сын хочет жениться на Розе
- Ричард Кант — Меркурий, слуга Дедлоков
- Джон Шихан — Фортнум, слуга Дедлоков
- Лило Баур — Гортензия, французская горничная леди Дедлок
- Эмма Уильямс — Роза, горничная леди Дедлок
- Натаниэль Паркер — Гарольд Скимпол, друг мистера Джарндиса
- Ричард Гриффитс — мистер Бейэм Бэджер, друг мистера Джарндиса
- Джоанна Дэвид — миссис Бэджер, его жена
- Уоррен Кларк — Бойторн, друг мистера Джарндиса
- Фил Дэвис — Смоллуид, ростовщик
- Тони Хейгарт — Гридли
- Келли Хантер — мисс Бербери, сестра леди Дедлок
- Натали Пресс — Кэдди Джеллиби, ее дочь
- Роберт Пью — мистер Чедбэнд, друг Снэгсби
- Кэтрин Тейт — миссис Чедбэнд, его жена
- Дермот Кроули — мистер Воулс, адвокат Ричарда Карстона

## Прием критиков
Во время предпросмотра первого эпизода сериала в журнале BBC Radio Times, для которого велась трансляция, критик Дэвид Бутчер написал, что: «Просмотр этой необычной версии романа Диккенса ощущается не столько как просмотр телевизионной драмы, сколько как испытание странного другого мира… это Джиллиан Андерсон, которая, несмотря на то, что у нее всего несколько строк, находится в центре драмы. Это магнетический перформанс (один из многих) в огромном телеэфире».
Однако похвала сериалу не была всеобщей. Филип Хеншер, написавший для газеты The Guardian, раскритиковал программу, которую не видел. Комментарии Хеншера побудили Эндрю Дэвиса написать открытое письмо в The Guardian в ответ на статью Хеншера, которая появилась в газете через два дня после первоначальной статьи. «Думаю, вы знаете, что фильм может сделать гораздо больше, чем просто действие и диалог».
Предпоследний эпизод, транслировавшийся в четверг, 15 декабря, собрал 5,2 миллиона зрителей, уступив сериалу «Чисто английское убийство» на ITV, который собрал 6,3 миллиона зрителей.
7 мая 2006 года «Холодный дом» стал победителем в категории «Лучший драматический сериал» на церемонии вручения телевизионных премий Британской академии, одной из самых престижных отраслевых наград в Великобритании, причем Анна Максвелл-Мартин получила награду за лучшую женскую роль, опередив Джиллиан Андерсон.
В июле 2006 года экранизация была номинирована на 10 премий «Эмми», в том числе за лучший мини-сериал, лучшую мужскую роль в мини-сериале или фильме (Чарльз Дэнс), лучшую женскую роль в мини-сериале или фильме (Джиллиан Андерсон) и лучшую мужскую роль второго плана в мини-сериале или фильме. (Денис Лоусон). В итоге сериал выиграл две Эмми в категориях «Грим» и «Кинематография».

## Предыдущие версии
Би-би-си ранее адаптировала роман дважды, в 1959 году (одиннадцать эпизодов) и 1985 году (восемь эпизодов). В эпоху немого кино вышло два фильма, в 1920 и 1922 году; в более поздней версии Сибил Торндайк сыграла леди Дедлок. BBC также адаптировала книгу для радиоэфира.